# Remla
Remla (arabe : رملة) est la principale ville des îles Kerkennah, en Tunisie. En mars, un festival marque le début de la saison de la pêche des poulpes.